# Anaudia
Anaudia là một chi bướm đêm thuộc họ Sesiidae.

## Các loài
- Anaudia felderi  Wallengren, 1863